# Galon
Pour l’article ayant un titre homophone, voir gallon.
Pour les articles homonymes, voir Galon (homonymie).
Un galon est une bande de tissu d’or, d’argent, de soie, de fil, de laine, etc., qui a plus de corps qu’un simple ruban, et que l’on met au bord ou sur les coutures des vêtements, des meubles, etc., soit pour les empêcher de s’effiler, soit pour servir d’ornement.
Dans le domaine militaire, c'est une bande de laine, d’argent ou d’or que portent les officiers et les sous-officiers sur les manches et les épaules (sous forme d'une patte d'épaule à boutonnière, sans bouton ou d'un coulant) de leur uniforme et sur leur képi ou casquette pour distinguer les grades.

## Uniforme
C'est une tresse sur un uniforme comme insigne de grade par exemple militaire.

## Soutache
Une soutache est un galon étroit et plat, tressé, à deux côtes, qui orne un vêtement en cachant les coutures ou en figurant par ses entrelacements des dessins variés.

## Bordure
Il est cousu à la bordure ou lisière d'une pièce de tissus souvent pour cacher, par exemple le joint entre deux, mais peut servir au contraire à souligner. Et exprime le grade de la personne

## Tranchefile
Terme utilisé en reliure pour désigner une broderie en fils de soie de couleurs placée en tête et en queue du corps d'ouvrage.

## Croquet
Petit galon d'ornement, le plus souvent de forme dentelée ou festonnée.

## Chaussures
Le terme galon peut désigner un petit ruban de soie pour les souliers de femme.

## Marine
Dans le cas des bateaux à voiles, le terme galon désigne une bande de toile fortifiant les coutures des voiles.

## À tort
Il est parfois utilisé à tort à la place de « ruban à mesurer ».

## Galerie

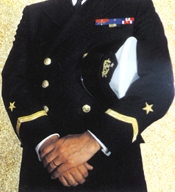
Galon de manche
Trois galons or avec nœud de Nelson
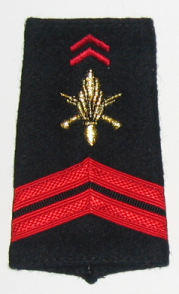
Galon épaulette de caporal
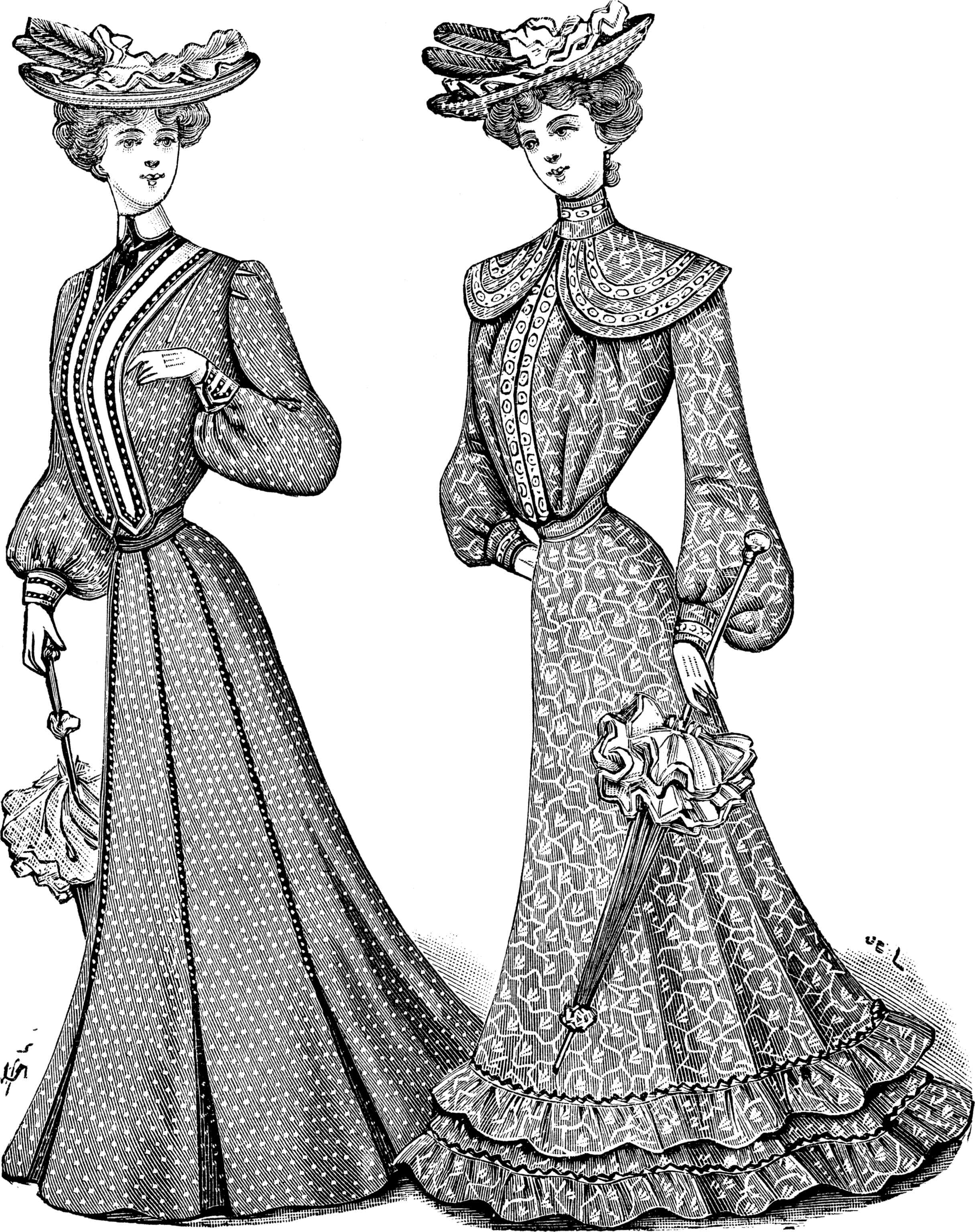
Boléro-blouse orné de soutaches
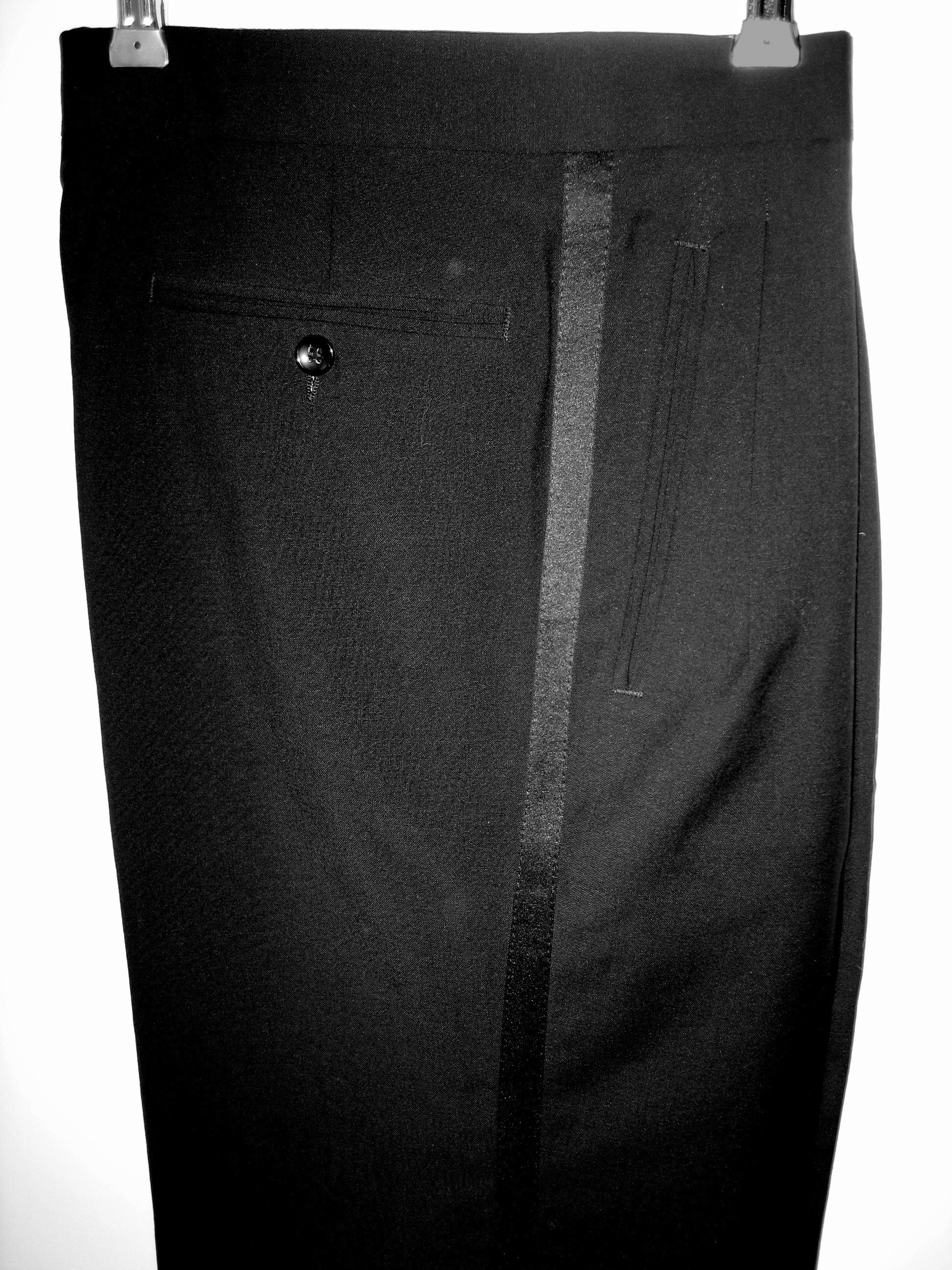
Bordure de pantalon smoking.